# Vorderweißenbach
Vorderweißenbach ist eine Marktgemeinde mit 2763 Einwohnern (Stand 1. Jänner 2024) in Oberösterreich im Bezirk Urfahr-Umgebung im oberen Mühlviertel. Seit 2018 umfasst sie auch die ehemalige Gemeinde Schönegg.

## Geografie
Vorderweißenbach liegt auf 705 Höhenmeter im oberen Mühlviertel. Die Ausdehnung beträgt von Nord nach Süd 10,5 und von West nach Ost 9,5 Kilometer. Die Gesamtfläche beträgt 63,5 Quadratkilometer. Die höchste Erhebung auf dem Gemeindegebiet ist der Sternstein mit 1122 m ü. A., das größte Gewässer ist die Steinerne Mühl.

### Gemeindegliederung
Das Gebiet der Gemeinde besteht aus vier Katastralgemeinden (Fläche Stand 31. Dezember 2023):
- Amesschlag (1.802,76 ha)
- Bernhardschlag (2.556,07 ha)
- Oberweissenbach (965,12 ha)
- Schönegg (1.023,09 ha)

Die Gemeinde gliedert sich in 20 Ortschaften (Einwohnerzahl Stand 1. Jänner 2024):
- Altenschlag (21)
- Amesberg (35)
- Amesschlag (208)
- Bernhardschlag (283)
- Brunnwald (63)
- Eberhardschlag (85)
- Gaisschlag (10)
- Geierschlag (37)
- Guglwald ∗ (105)
- Hinterweißenbach (168)
- Köckendorf ∗ (55)
- Mitterbrunnwald (60)
- Mühlholz ∗ (37)
- Oberbrunnwald (57)
- Ortschlag (49)
- Piberschlag ∗ (373)
- Schönegg ∗ (48)
- Stumpten (279)
- Unterbrunnwald (32)
- Vorderweißenbach (758)

Die Gemeinde gehörte bis 2012 zum Gerichtsbezirk Leonfelden und ist seit dem 1. Jänner 2013 Teil des Gerichtsbezirks Rohrbach.

### Nachbargemeinden
| St. Stefan-Afiesl (Bezirk Rohrbach) | Loučovice (Tschechien)                      |                |
| Helfenberg (Bezirk Rohrbach)        | Kompassrose, die auf Nachbargemeinden zeigt | Bad Leonfelden |
|                                     | Oberneukirchen                              |                |

## Geschichte
Um 1150 begann die Urbarmachung, die über 100 Jahre lang andauerte. Amesschlag, Amesberg, Eberhardschlag und Gaisschlag gehörten dem Geschlecht der Haunsperger auf der Burg Wildberg. Im Jahr 1292 wurde Weyssenpach zum ersten Mal urkundlich erwähnt (1356 Weizzenpach), wobei der Name auf den weißen (hellen, glänzenden) Bach zurückzuführen ist.
Nachdem der Ort ursprünglich zur Mühlviertler Mutterpfarre Gramastetten und ab 1292 zur Pfarre Bad Leonfelden gehört hatte, wurde Vorderweißenbach 1613 eine eigene Pfarre.
Während des Dreißigjährigen Krieges kam es 1639 zur Besetzung durch kaiserliche Soldaten unter dem Kommando von Oberst Bernardi, und 1645 wurde Schanzen am Schönegger Pass und bei Aigendorf (Köckendorf) errichtet, weil Schweden einzufallen drohten.
Die Händlerfamilie Löfler brachte es nach der Freigabe des Leinenweberei-Gewerbes gegen Ende des 18. Jahrhunderts zu Reichtum, der durch einige herrschaftlich gestaltete Gebäude in Hinterweißenbach bis heute sichtbar ist (alle vier Gebäude stehen unter Denkmalschutz). Im Löflerschen Brauhaus wurde bis in die 1950er Jahre das Schwarzenberg Bräu gebraut, bevor es dem Straßenausbau zum Opfer fiel.
1825 wurde eine zweiklassige Volksschule erbaut, 1877 erfolgte ein Zubau und 1958 ein genereller Umbau der Schule.
Nach dem Anschluss Österreichs an das Deutsche Reich am 13. März 1938 gehörte der Ort mit Oberösterreich zum Gau Oberdonau. Am 1. November 1938 bzw. 1. Jänner 1939 wurden die zuvor eigenständigen Gemeinden Amesschlag und Bernhardschlag in die damalige Gemeinde Oberweißenbach eingegliedert.
1995 ist die Gemeinde Vorderweißenbach dem Verein „Mühlviertler Sterngartl“ beigetreten, woraus sich einige Aktivitäten entwickelten, wie zum Beispiel die Initiative „Schmankerldorf“.
Am 18. März 2002 erfolgte die Erhebung zur Marktgemeinde.
Mit 1. Jänner 2018 wurde Vorderweißenbach mit der Gemeinde Schönegg, das zum Bezirk Rohrbach gehört hatte, auf freiwilliger Grundlage fusioniert. Dadurch wurde die Bezirksgrenze verschoben und das Gebiet von Schönegg dem Bezirk Urfahr-Umgebung zugeschlagen.
Die neue Gemeinde führt den Namen Vorderweißenbach weiter.

## Kultur und Sehenswürdigkeiten

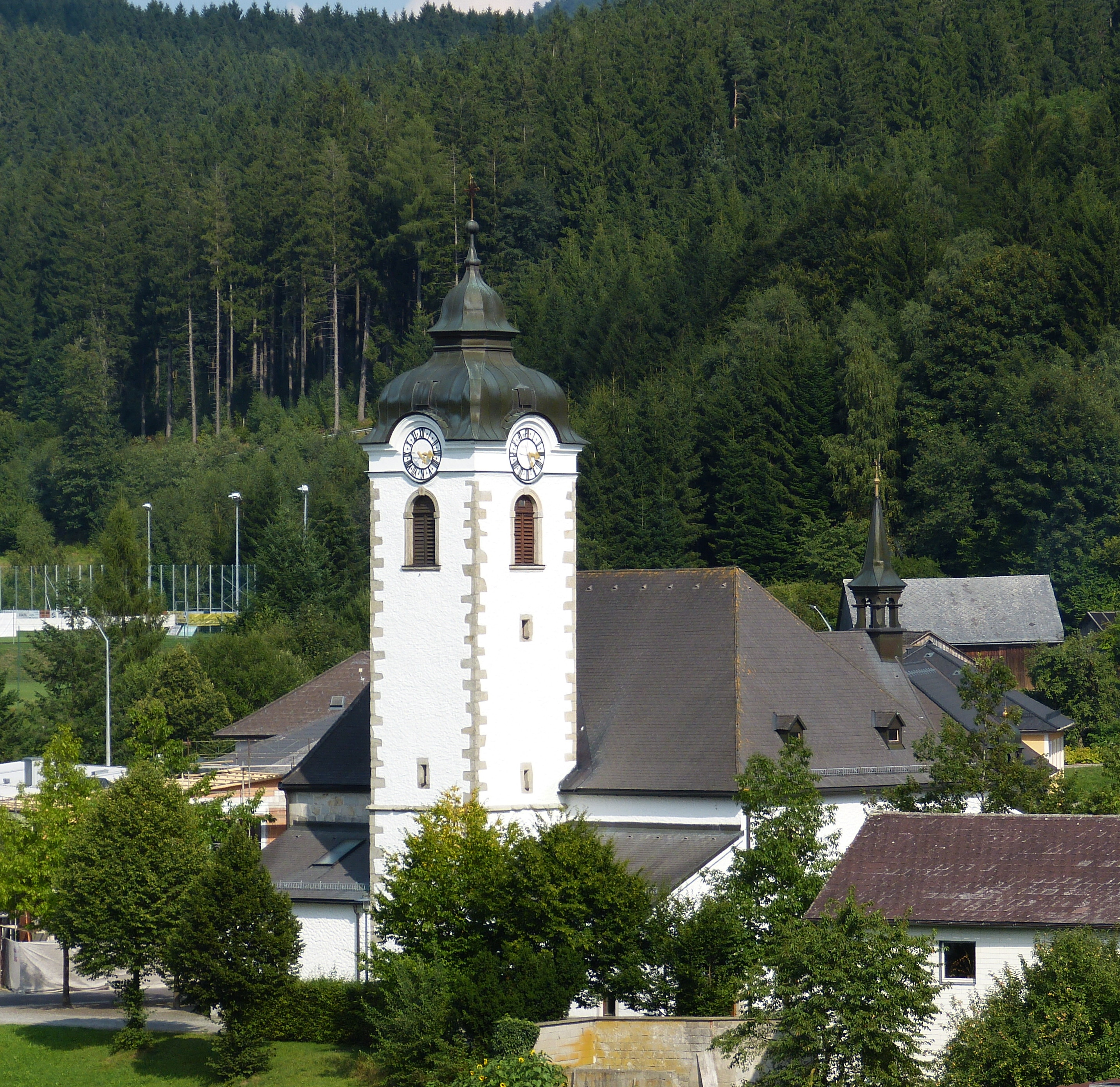
Pfarrkirche Vorderweißenbach

- Katholische Pfarrkirche Vorderweißenbach Hll. Peter und Paul
- Sternsteinwarte: Die 20 m hohe Warte auf dem 1122 m hohen Sternstein, die anlässlich des 50-jährigen Regierungsjubiläums Kaiser Franz Josephs errichtet und am 22. Oktober 1898 feierlich eröffnet wurde.[9]

### Regelmäßige Veranstaltungen
- Marktfest und Weihnachtsmarkt: Die Marktgemeinde veranstaltet in einjährigem Wechsel ein Marktfest im Sommer und einen Weihnachtsmarkt.
- Feuerwehr-Zeltfest: Die Feuerwehren Piberschlag und Bernhardschlag veranstalten jedes Jahr ein Feuerwehr Zeltfest.

## Wirtschaft und Infrastruktur
Der größte Arbeitgeber mit etwa 100 Beschäftigten in Vorderweißenbach ist die Firma Wippro Türen- und Treppenwerk.
Mit der Zusammenlegung von Schönegg gehört das Hotel „Hotel Guglwald“, das direkt an der Grenze zu Tschechien liegt, zum Gemeindegebiet.

### Sicherheit

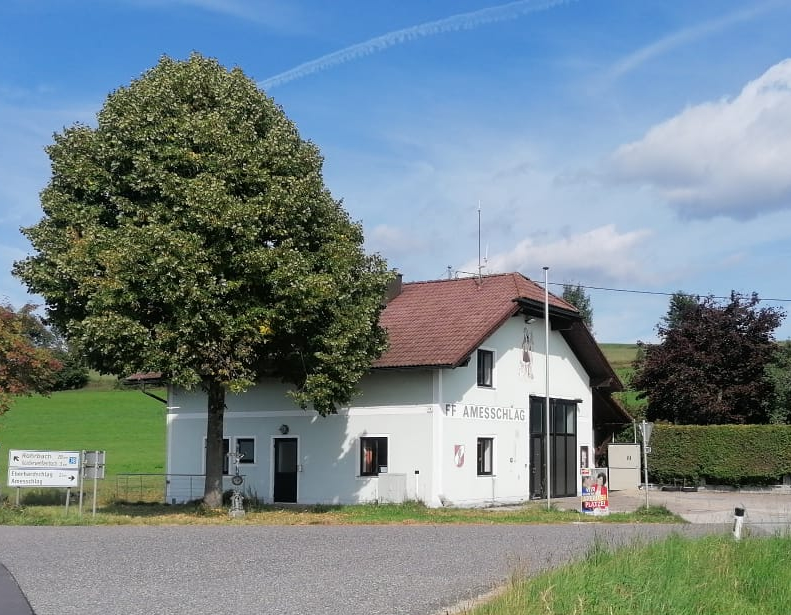
Feuerwehrhaus Amesschlag

In der Marktgemeinde Vorderweißenbach sind fünf Freiwillige Feuerwehren (zwei kamen 2018 bei der Zusammenlegung mit der Gemeinde Schönegg dazu) tätig:
- FF Vorderweißenbach
- FF Bernhardschlag
- FF Amesschlag bei Vorderweißenbach
- FF Piberschlag (früher Gem. Schönegg)
- FF Schönegg (früher Gem. Schönegg)
- Polizeiinspektion: Die nächsten Polizeiinspektionen und Rotkreuz-Stützpunkte sind in Bad Leonfelden und Helfenberg.

### Verkehr
- Straße: Vorderweißenbach liegt an der Bundesstraße Böhmerwaldstraße B 38. In etwa zehn Minuten ist Bad Leonfelden erreichbar, wo sich die B 38 und die B 126 Leonfeldner Straße kreuzen. Von dort sind Linz, Budweis (Tschechien) (über B 126) und Freistadt (über B 38) in weniger als in einer Stunde erreichbar. Rohrbach-Berg ist über die B 38 in etwa 20 Minuten erreichbar. Durchs Gemeindegebiet verläuft auch die Bezirksstraße Afisel–Guglwald.

## Politik

### Gemeinderat
Der Gemeinderat hat 25 Mitglieder.
- Mit den Gemeinderats- und Bürgermeisterwahlen in Oberösterreich 1997 hatte der Gemeinderat folgende Verteilung: 20 ÖVP, 4 SPÖ und 1 FPÖ.[10]

- Mit den Gemeinderats- und Bürgermeisterwahlen in Oberösterreich 2003 hatte der Gemeinderat folgende Verteilung: 18 ÖVP, 6 SPÖ und 1 FPÖ.[11]

- Mit den Gemeinderats- und Bürgermeisterwahlen in Oberösterreich 2009 hatte der Gemeinderat folgende Verteilung: 17 ÖVP, 4 SPÖ, 1 FPÖ und 3 Sonstige.[12]

- Mit den Gemeinderats- und Bürgermeisterwahlen in Oberösterreich 2015 hatte der Gemeinderat folgende Verteilung: 19 ÖVP, 4 SPÖ und 2 FPÖ.[13]

- Mit den Gemeinderats- und Bürgermeisterwahlen in Oberösterreich 2021 hat der Gemeinderat folgende Verteilung: 19 ÖVP und 6 SPÖ.[14][15]

### Bürgermeister
- 1945–1949 Alois Zauner
- 1949–1973 Josef Ganglberger (ÖVP)
- 1973–1994 Karl Haudum
- 1994–2009 Bruno Fröhlich (ÖVP)
- 2009–2023 Leopold Gartner (ÖVP)
- seit 2024 Bernhard Thumfart (ÖVP)

Am 8. April 2018 wurde nach der Fusion mit Schönegg der Gemeinderat und Bürgermeister neu gewählt. Der bisherige Bürgermeister Leopold Gartner (ÖVP) war als einziger Kandidat angetreten und wurde mit 91 % der Stimmen gewählt.

### Wappen

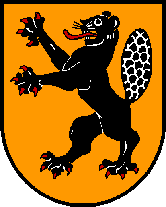
Schönegg
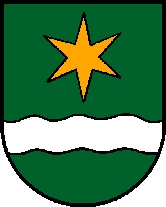
Vorderweißenbach

Durch die Gemeindefusion wurden die Wappen der Vorgängergemeinden 2018 ungültig. Das Recht zur Führung eines Gemeindewappens wurde der Gemeinde 1970 verliehen, die Blasonierung (Wappenbeschreibung) lautete:
„In Grün ein erniedrigter, silberner Wellenbalken, darüber ein goldener, sechsstrahliger Stern.“
Der Wellenbalken steht redend für den Ortsnamen Weißenbach. Der goldene Stern symbolisiert den Sternstein, der großteils auf dem Gemeindegebiet von Vorderweißenbach liegt. Das Wappen wurde von Toni Hofer entworfen.
2018 verlieh die Landesregierung der Fusionsgemeinde ein neues Gemeindewappen, das die Elemente der beiden Vorgängerwappen kombiniert. Die Blasonierung lautet:
„Von einem erniedrigten silbernen Wellenbalken geteilt; oben in Grün ein sechsstrahliger goldener Stern; unten in Gold ein rot bewehrter, rot bezungter aufgerichteter schwarzer Biber.“
Die Gemeindefarben sind Grün-Weiß.

## Persönlichkeiten

### Söhne und Töchter der Gemeinde
- Josef Hofer (1848–1912), Komponist, Kirchenmusiker, Kapellmeister und Pädagoge.
- Josef Ganglberger (1911–1987), Politiker, Bürgermeister und Landtagsabgeordneter
- Hedwig Haudum (1920–1990), Komponistin, Heimatdichterin, Mundartautorin und Liedtexterin
- Helmuth Gsöllpointner (1933–2025), Plastiker, Medailleur, ehemaliger Rektor der Kunstuniversität Linz
- Albert Mülleder (1961–1999), Organist und Vikariatskantor, Domkapellmeister zu Wiener Neustadt

### Personen mit Bezug zur Gemeinde
- Johann Paul Löfler sen. (1756–1818), Sohn eines Friedberger Leinenwebers, heiratete 1780 auf das Preining-Gut (Altes Löflergut) ein, kaufte 1816 das Schloss Langhalsen samt Ruine Schloss Freizell
- Johann Eberhard Löfler (1781–1847), Leinwandhändler und Bürgermeister in Neufelden
- Johann Paul Löfler jun. (1792–1868), Geschäftsmann und Gründer des örtlichen Brauhauses, das von 1830 bis 1955 in Betrieb war
- Franz Xaver Löfler (1796–1865), erster Bürgermeister von Oberweißenbach